# 莱桑格勒
莱桑格勒（法語：Les Angles，法語發音：[le.z‿ɑ̃ɡl] ⓘ），法国东南部城市，奥克西塔尼大区加尔省的一个市镇，隶属于尼姆区，其市镇面积为17.77平方公里，2022年1月1日时人口数量为8,694人，在法国市镇中排名第1,209位（2022年）。
莱桑格勒位于加尔省东部，罗讷河右岸，隔河与阿维尼翁及罗讷河口省相望，是阿维尼翁的一个近郊卫星城，自二十世纪60年代以来快速发展。

## 地名来源
“Les Angles”一名在现代法语中意为“拐角（复数）”，该名称可能与当地的自然地理景观有关。法国境内还有多个以此命名的市镇。
莱桑格勒所处区域历史上曾通行奥克语朗格多克方言及普罗旺斯方言，“Les Angles”在奥克语维基百科条目（2025年5月版本）中的对应拼写为“Angles”，在同语言的Openstreetmap中则被标记为“Leis Angles”。

## 历史
莱桑格勒的早期历史尚不清楚。根据当地官方网站的论述，莱桑格勒在史前时代就已出现人类活动，其境内的圣艾蒂安德康多（Saint-Etienne-de-Candau）街区曾发现一处高卢-罗马时期的墓穴。公元五世纪时，莱桑格勒开始形成聚落，当地的圣玛利亚教堂于公元六至七世纪间建成。中世纪时，莱桑格勒长期为一处普通农业聚落，当地镇中心于公元十四世纪迁至现址。法国大革命后，莱桑格勒成为加尔省的一个市镇。自二十世纪60年代以来，得益于阿维尼翁的城市扩张及市际合作组织的推进，莱桑格勒人口数量快速增加，当地出现了大片新兴居民区。

## 地理

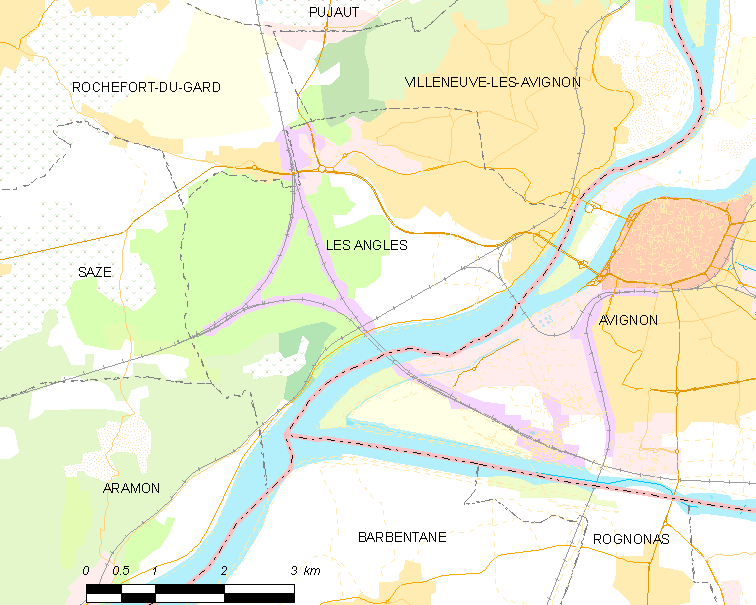
莱桑格勒市镇范围地图

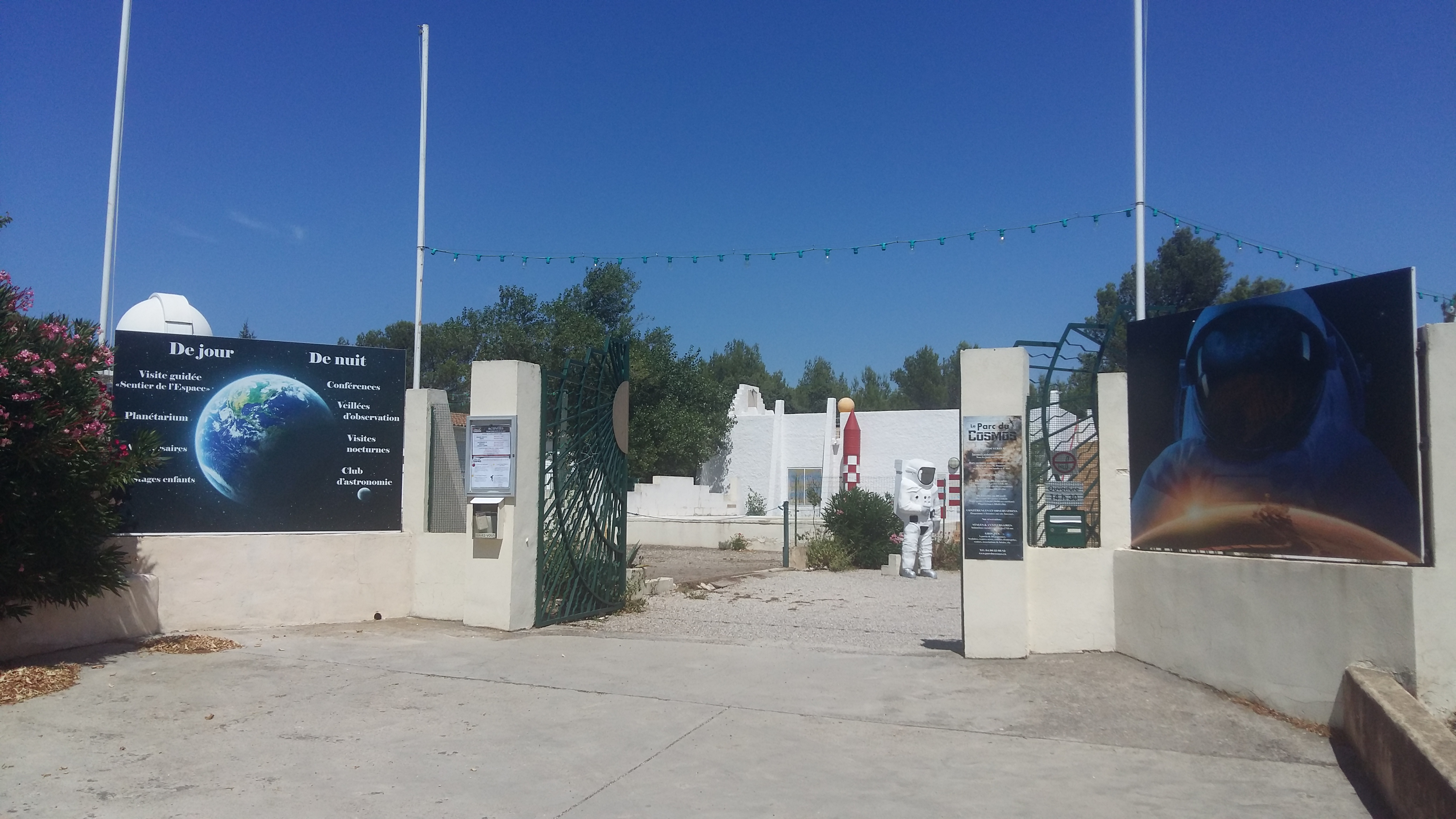
宇宙公园入口

莱桑格勒位于法国东南部，奥克西塔尼大区东部和加尔省东部，距离省会尼姆大约40公里。与莱桑格勒接壤的市镇包括：阿拉蒙、阿维尼翁、巴邦塔讷、加尔省罗什福尔、萨兹和阿维尼翁新城。

### 地形
莱桑格勒位于卡马格北部，境内以浅丘和丘陵为主，市镇核心区域位于一处地势较高的台地地带，东侧的罗讷河畔及南侧为陡坡，南侧靠河一带则为平坦的冲积平原，全境海拔在10到183米之间。

### 水文
罗讷河干流自北向南流经莱桑格勒市镇东侧。

### 植被
莱桑格勒属于温带阔叶混交林和亚热带常绿硬叶林过渡区，林地多分布于坡地地带及市镇范围西南部，市区西部的宇宙公园是当地的一处城市绿地。
在鲜花城市的评比中，莱桑格勒暂未被评级。

### 自然灾害
莱桑格勒的地震危险度等级为3级，属于中等危险；氡辐射等级为1级，属于低危险。1982至2025年5月间，莱桑格勒境内共发生10次有记录的自然灾害，其中6次洪涝，3次干旱。

### 气候
莱桑格勒在柯本气候分类法中属于地中海气候（Csb）。

## 行政区划
莱桑格勒的市镇编号为30011，邮政编号为30133。
在行政管理方面，莱桑格勒隶属于法国奥克西塔尼大区加尔省尼姆区；在地方选举方面，莱桑格勒隶属于阿维尼翁新城县，其市镇范围全境被划入加尔省第三选区；在社会管理方面，莱桑格勒是大阿维尼翁城市圈公共社区的组成部分。
截至2025年5月，莱桑格勒市镇范围内暂无任何安全优先街区及城市政策优先街区。
法国国家统计与经济研究所（简称“INSEE”）在进行数据统计时，将莱桑格勒及相邻的另外59个市镇设为阿维尼翁城市核心区，另将包括莱桑格勒在内的周边共48个市镇划为阿维尼翁城市辐射区。此外，INSEE还将莱桑格勒市镇分为了3个“块区”（IRIS），以便于统计人口分布情况。

## 交通

### 公路
法国国道N100线和加尔省省道D2线、D900线和D6580线在莱桑格勒境内交汇。
2021年，80.9%的莱桑格勒家庭拥有至少一辆私人汽车。2023年，莱桑格勒境内共发生各类交通事故8起，造成12人受伤，其中1人重伤。
| 22 | 11 |

| 尼姆 | 41 |

| 亞維農 | 5 |

| 勒穆兰 | 19 |

### 铁路

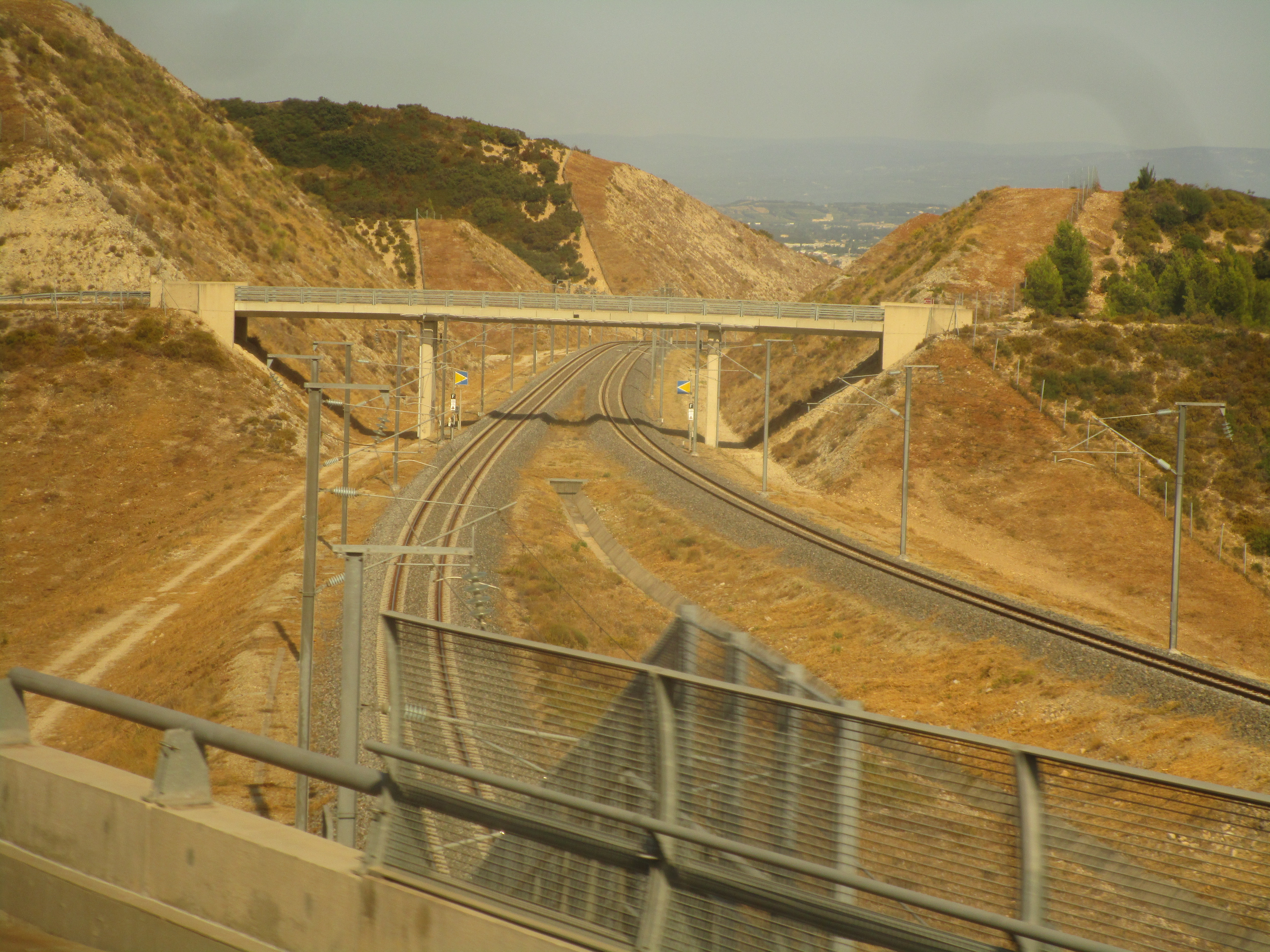
地中海高速铁路莱桑格勒境内的路段

地中海高速铁路经过莱桑格勒市镇范围西部，该铁路前往马赛和尼姆两个方向的支线在此分岔。
距离莱桑格勒最近的运营中的客运铁路车站为4公里外的阿维尼翁中央站，该站停靠往返于巴黎和米拉马斯之间的法国高速列车，以及前往里昂、马赛、卡庞特拉、蒙彼利埃等方向的区域列车。

### 航空
莱桑格勒距离阿维尼翁机场的公路里程大约13公里。

### 城市公共交通
莱桑格勒是阿维尼翁城市公共交通（商业名称为“Orizo”）的服务覆盖范围。截至2025年5月，该系统共包括一条有轨电车线路和数十条各类公交线路，其中公交16路、18路和19路经过莱桑格勒市区。

## 政治
莱桑格勒的现任市长为保罗·梅利先生（Paul MÉLY），他的党籍不详，自2022年11月起担任市长职务；其前任为让-路易·巴尼诺先生（Jean-Louis BANINO），他是共和党的一名成员，在2020年的市政选举中获得了100%的支持率（无其他候选人）。
在2022年的法国总统大选的第二轮选举中，法国第25任总统埃马纽埃尔·马克龙在莱桑格勒获得了56.42%的支持率。

## 人口
2022年，莱桑格勒市镇人口数量为8,694，在法国排名第1,209位。其中男性3,778人，女性4,702人，75岁及以上人口占14.9%，外籍人口数量为233人，人口密度为493人/平方公里，当地居民被称为（男性）或（女性）。2015至2021年间，莱桑格勒的人口增长率为0.1%。2022年，莱桑格勒境内出生65人，死亡人口111人。
| 莱桑格勒1901年－2022年人口变化情况 |
|                                    |
| 数据来源：Cassini、INSEE           |

## 经济
莱桑格勒是阿维尼翁的一个卫星城。INSEE于2020年将莱桑格勒划入阿维尼翁就业区（Zone d'emploi d'Avignon），并又于2022年将其划入阿维尼翁生活区（Bassin de vie d'Avignon）。截至2022年底，莱桑格勒市镇范围内共有活跃企业454家，其中78.9%的员工总数在9人及以下；按照产业分类，当地一、二、三产业占比分别为0.7%、14.6%和84.8%。（大型零售）、（信息技术）及（投资管理）是当地2023年已公布营业额最高的三个企业，分别为146,368,672欧元、77,473,821欧元和57,008,000欧元。

## 财政与居民收入
2023年，莱桑格勒的财政收入总额为10,026,270欧元，财政支出总额为9,374,370欧元，当年的债务总额为4,715,240欧元。2023年，莱桑格勒市镇通过增值税获得293,310欧元的收入，此外当地还共获得了583,290欧元的国家直接财政补助。
| 莱桑格勒居民收入情况                             | 莱桑格勒居民收入情况 | 莱桑格勒居民收入情况 | 莱桑格勒居民收入情况 |
| 内容                                             | 莱桑格勒             | 加尔省               | 法國                 |
| ------------------------------------------------ | -------------------- | -------------------- | -------------------- |
| 居民平均时薪                                     | 18.1欧元（2022年）   | 15.2欧元（2022年）   | 17欧元（2022年）     |
| 高级职员人均时薪                                 | 28.8欧元（2022年）   | 25.5欧元（2022年）   | 29.1欧元（2022年）   |
| 中级职员人均时薪                                 | 16.7欧元（2022年）   | 16.2欧元（2022年）   | 16.6欧元（2022年）   |
| 普通职员人均时薪                                 | 12.2欧元（2022年）   | 11.7欧元（2022年）   | 12.1欧元（2022年）   |
| 工人人均时薪                                     | 13.0欧元（2022年）   | 12.4欧元（2022年）   | 12.5欧元（2022年）   |
| 贫困率                                           | 11%（2021年）        | 20%（2021年）        | 14.5%（2021年）      |
| 青壮年（15至64岁）失业率                         | 12.0%（2021年）      | 15.1%（2021年）      | 10.4%（2021年）      |
| 家庭总数                                         | 4,453（2022年）      | 955（2022年）        | 1,160（2022年）      |
| 征税家庭数量占比                                 | 52.4%（2023年）      | 46%（2022年）        | 44.8%（2022年）      |
| 家庭年均纳税                                     | 4,442欧元（2023年）  | 2,890欧元（2022年）  | 4,481欧元（2022年）  |
| 资料来源：INSEE、L'Internaute、Le Journal du Net |                      |                      |                      |

## 社会事务

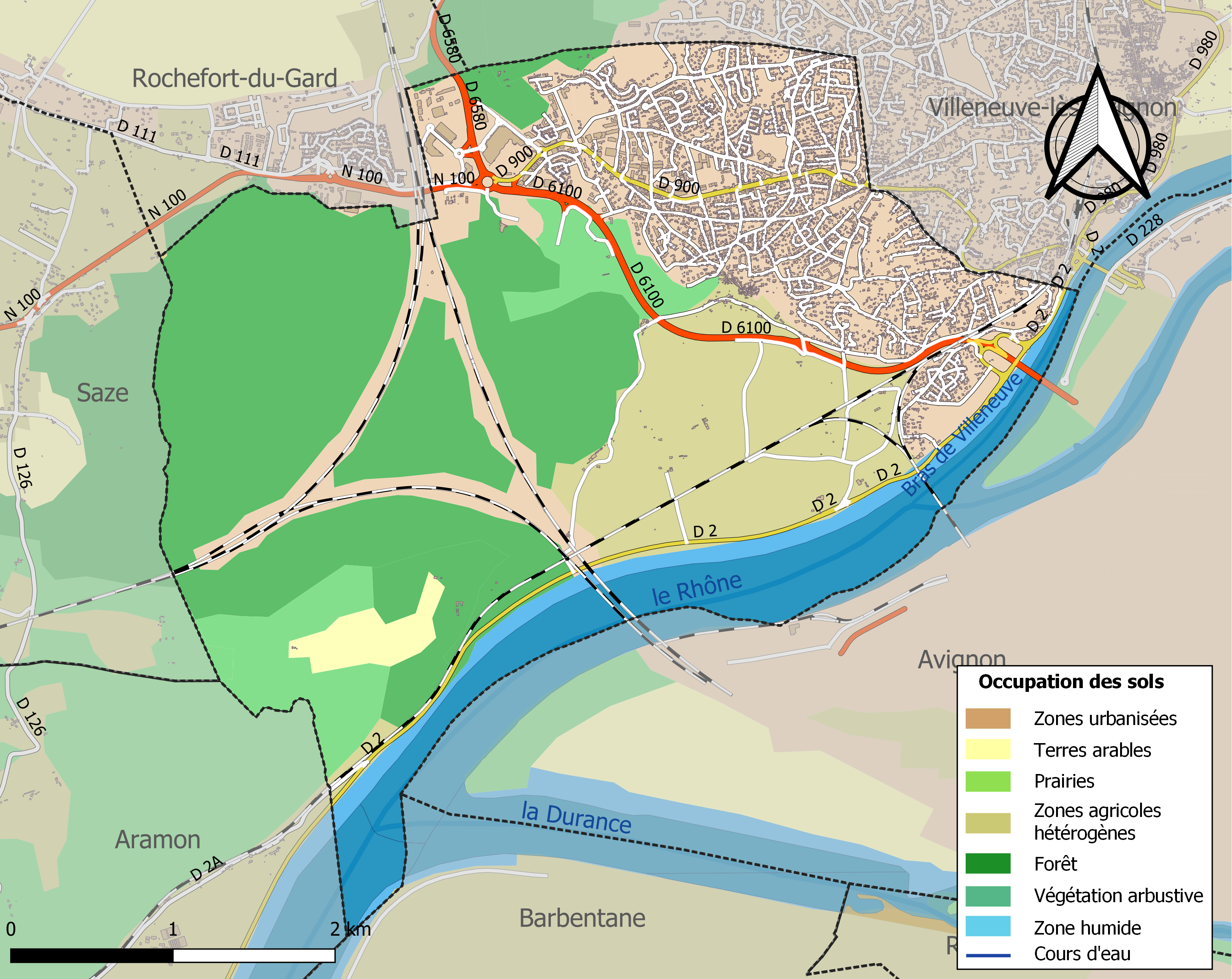
莱桑格勒土地利用情况地图

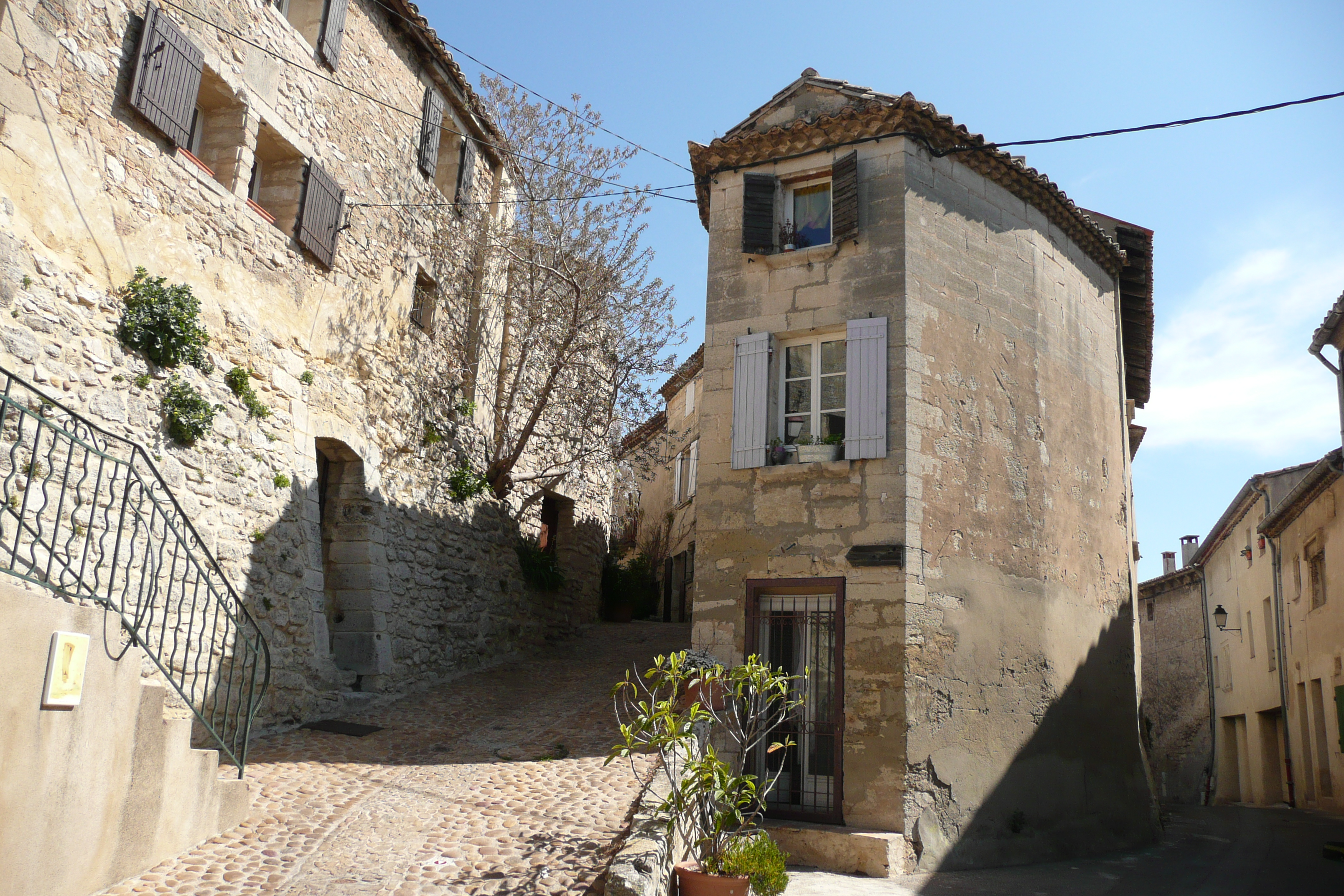
莱桑格勒镇中心的传统民居

### 教育
莱桑格勒属于蒙彼利埃学区。截至2023年1月1日，莱桑格勒境内共有2所幼儿园和3所小学。

### 医疗
截至2023年1月1日，莱桑格勒境内共有全科医生14名、保健师23名、牙医8名、护士51名、耳科医生1名、眼科医生2名、皮肤科医生2名、助产士3名、儿科医生1名、妇科医生2名、药房3家、养老院1家。
距离莱桑格勒最近的区域性医疗机构为阿维尼翁中心医院，其全名为“阿维尼翁亨利·迪福中心医院”（Centre Hospitalier Henri Duffaut d'Avignon），其主病区医院位于阿维尼翁市区南部，距离莱桑格勒市区的正常车程大约12分钟，该院设有床位970个，是沃克吕兹省规模最大的公立综合性医院。

### 住房
2021年，莱桑格勒境内共有各类住房4,987套，其中62.3%为独立式住宅，37.4%为集中式住宅。常住房屋占莱桑格勒市镇范围内居民建筑总量的88.6%。 2023年，莱桑格勒的居住税率为7.29%，不动产税率为46.78%（其中空置土地的不动产税率为36.80%）。
在住房保障政策方面，2023年，莱桑格勒境内共有1,435户家庭获得了家庭津贴补助，受益人数占总人口数量的16.5%，其中530份为房租补助。

### 商业
2021年，莱桑格勒境内共有各类实体商铺353家，其中餐厅39家、大型超市7家、杂货店4家、面包房8家、书店1家、装饰品店5家、银行门店8家、美容美发店20家、汽车维修店17家。莱桑格勒镇中心建有家乐福和斯巴超市，市区西部则建有大型开放式商业街区，有E.Leclerc、Action、Gifi等购物卖场。

### 体育
2023年，莱桑格勒境内共有1间体育馆、1处网球场以及2处足球或橄榄球场。
截至2025年5月，莱桑格勒足球市政学校（École Municipale Angloise de Football，编号526381）是莱桑格勒境内唯一的一家注册足球俱乐部，该俱乐部成立于1977年，其主队2024至2025赛季参加奥克西塔尼大区足球联赛乙组（法国第七级别），其主场为罗歇·帕热斯球场（Stade Roger Pagès）。

### 环境
莱桑格勒的环境事务由其所属的大阿维尼翁城市圈公共社区联合各级政府协调负责。2021年，莱桑格勒境内暂无污染企业。

### 治安
2024年，莱桑格勒市镇范围内累计记录各类案件312起，其中盗窃类案件182起，人身侵犯类案件32起，毒品交易类案件4起。

## 文化

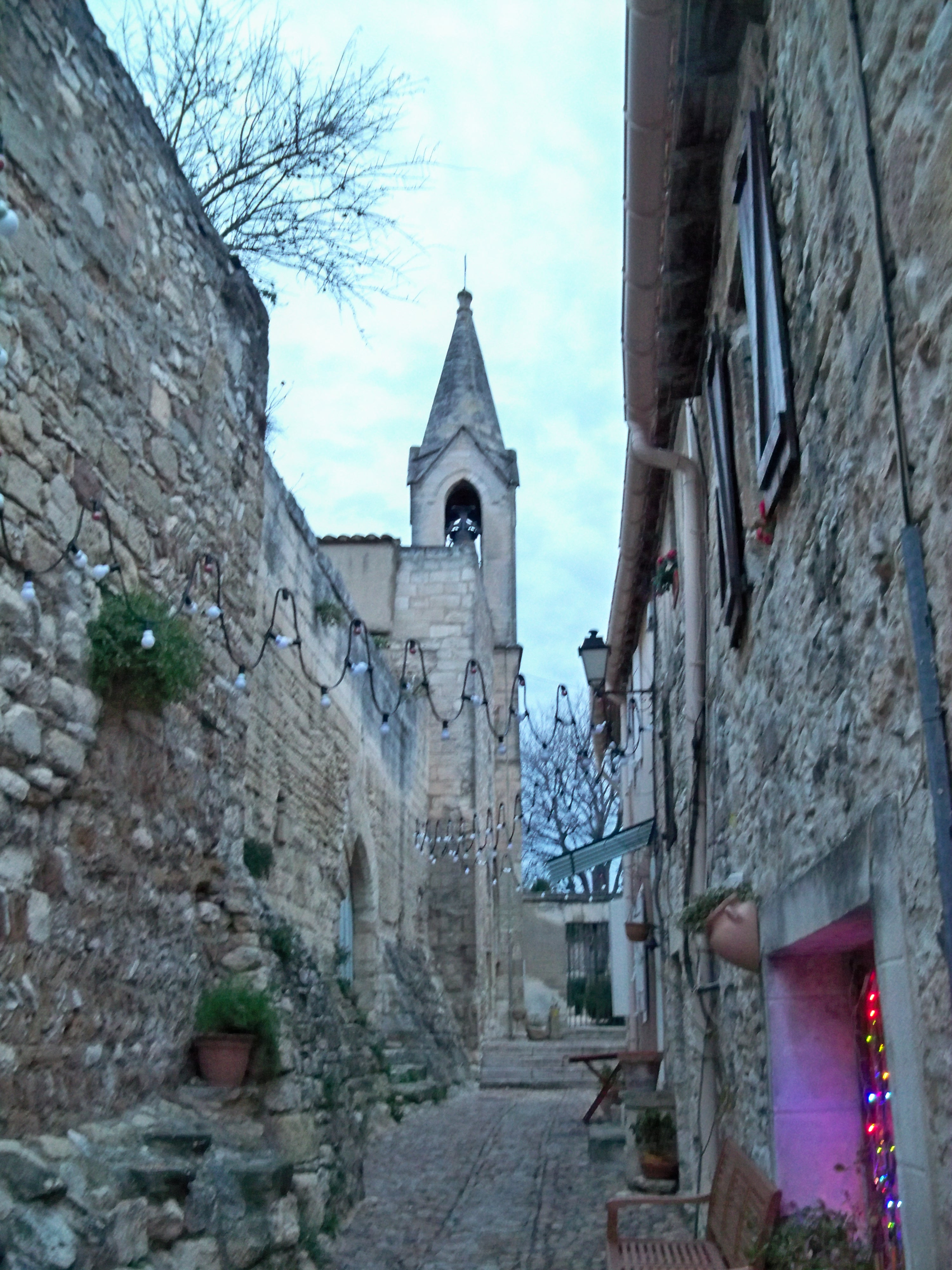
圣母升天教堂

2021年，莱桑格勒境内暂无任何文化设施。莱桑格勒境内建有图书馆（Bibliothèque），每周一、三、五、六向公众开放。

### 建筑
截至2025年5月，莱桑格勒境内共有1处建筑被列入法国国家文物保护单位，为莱桑格勒牧师宫旧址，此外镇中心的圣母升天教堂（Église Notre-Dame-de-l'Assomption des Angles）等亦是当地的地标性建筑物。

### 旅游
莱桑格勒的旅游事务由其所属的大阿维尼翁城市圈公共社区联合各级政府协调负责。2024年，莱桑格勒境内共有2家酒店共计53间房间。

### 媒体
法国主要的媒体均可在莱桑格勒接收，法国电视三台下属的奥克西塔尼大区频道在部分时段播出莱桑格勒所在加尔省的地方新闻。

## 友好城市
截至2025年5月，莱桑格勒暂未建立任何友好城市关系。